# Giuseppe Colombo (produttore)
Giuseppe Colombo (Novara, 1948) è un produttore cinematografico e produttore televisivo italiano.

## Carriera
Il suo ingresso nel mondo del cinema avviene nei primi anni Settanta in qualità di attore. Interpreta ruoli in film di genere con vari pseudonimi americanizzati; significativo un ruolo nella miniserie televisiva Cartesio, diretta da Roberto Rossellini.
In seguito entra nella distribuzione cinematografica e distribuisce, tra gli altri, L'enigma di Kasper Hauser, diretto da Werner Herzog, Grand Prix Speciale della Giuria nel 1975 al Festival di Cannes. Negli anni '80 è Capo della Distribuzione e Direttore Commerciale della Cannon Italia e distribuisce numerosi film americani e australiani.
Produce il suo primo film nel 1978, Bersaglio altezza uomo, con Luc Merenda, girato interamente in Turchia e diventato poi un cult movie tra gli amanti del poliziottesco. Negli anni '80 produce, tra gli altri, Il volo, facendo così conoscere Theo Aggelopoulos al grande pubblico; protagonista del film, scritto da Tonino Guerra, è Marcello Mastroianni. Nel 1994 realizza per la Rai e il Consorzio televisivo europeo A che punto è la notte, trasposizione televisiva dell'omonimo romanzo di Fruttero & Lucentini, sempre con Mastroianni e con Max von Sydow, per la regia di Nanni Loy.
Significativo anche il suo lungo sodalizio con Dario Argento, per il quale produce La sindrome di Stendhal, M.D.C. - Maschera di cera e Il fantasma dell’Opera.
Con la serie Tinto Brass presenta: Corti Circuiti Erotici, supervisionata appunto da Brass (dodici cortometraggi divisi in quattro “volumi”), lancia dodici nuovi registi. In seguito, sempre per Brass, produce Senso '45, remake del film di Luchino Visconti, che vince il Nastro d'argento 2002 per i costumi.
È membro della Giuria dell'Accademia del Cinema Italiano, che assegna i premi David di Donatello, e fondatore e socio di maggioranza della compagnia di produzione C.I.C., Cinema International Communications.
È sposato con l'attrice Gabriella Giorgelli.